# Adonys Henriquez
Adonys Henriquez (nacido el 13 de noviembre de 1994 en Orlando (Florida)) es un jugador de baloncesto estadounidense con pasaporte dominicano que mide 1,98 metros y juega de escolta en el Real Estelí de Nicaragua. 

## Trayectoria
Henriquez comenzó su andadura en el baloncesto estadounidense formándose durante dos temporadas con UCF Knights, donde permaneció entre los años 2014 y 2016. Tras salir de la Universidad de Florida Central y pasar un año inactivo, en 2017 se enrola en la Universidad de San Luis, para jugar en el Saint Louis Billikens de la NCAA durante la temporada 2017-18.
En diciembre de 2018, firma por Regatas Corrientes para disputar la Liga Nacional de Básquet en el que jugó 42 partidos en la temporada 2018-19, con un promedio en cancha de 18.4 minutos de juego, anotó 8.9 puntos, con la siguiente efectividad: 72.2% en simples, 57.4% en dobles, y 39.0% en triples.
En la temporada 2019-20, volvería a jugar con Regatas Corrientes la Liga Nacional de Básquet, con el que promedia 14 puntos y 4’8 rebotes por encuentro en los 24 encuentros que disputa.
El 13 de agosto de 2020, llega a España para jugar en las filas del Club Ourense Baloncesto de la Liga LEB Oro, durante una temporada.
El 8 de agosto de 2021, firma por el Lille Métropole Basket Clubs de la Pro B francesa.

## Selección nacional
Henriquez juega en la selección de baloncesto de la República Dominicana desde el año 2020. 